# Gill (Massachusetts)
Gill es un pueblo ubicado en el condado de Franklin en el estado estadounidense de Massachusetts. En el Censo de 2010 tenía una población de 1.500 habitantes y una densidad poblacional de 39,15 personas por km².

## Geografía
Gill se encuentra ubicado en las coordenadas 42°37′27″N 72°30′31″O / 42.62417, -72.50861. Según la Oficina del Censo de los Estados Unidos, Gill tiene una superficie total de 38.31 km², de la cual 35.65 km² corresponden a tierra firme y (6.96%) 2.67 km² es agua.

## Demografía
Según el censo de 2010, había 1.500 personas residiendo en Gill. La densidad de población era de 39,15 hab./km². De los 1.500 habitantes, Gill estaba compuesto por el 96.6% blancos, el 0.87% eran afroamericanos, el 0.2% eran amerindios, el 1.27% eran asiáticos, el 0% eran isleños del Pacífico, el 0.13% eran de otras razas y el 0.93% pertenecían a dos o más razas. Del total de la población el 0.8% eran hispanos o latinos de cualquier raza.